# Nordvelen
Nordvelen ist eine alte westfälische Bauerschaft und ein Ortsteil von Velen im Kreis Borken in Nordrhein-Westfalen. Bis 1969 war Nordvelen eine eigenständige Gemeinde.

## Geografie
Nordvelen liegt nördlich des Velener Kernorts und ist eine weitgehend landwirtschaftlich geprägte Streusiedlung ohne verdichteten Siedlungskern. Die ehemalige Gemeinde Nordvelen besaß eine Fläche von 14,4 km².

## Geschichte
Die Bauerschaft Nordvelen gehörte nach der Napoleonischen Zeit zunächst zur Bürgermeisterei Ramsdorf im 1816 gegründeten Kreis Borken. Mit der Einführung der Westfälischen Landgemeindeordnung wurde 1843 das Amt Velen gebildet, zu dem die drei Gemeinden Velen-Dorf, Nordvelen und Waldvelen gehörten.
Am 1. Juli 1969 wurden die Gemeinden Velen-Dorf, Nordvelen und Waldvelen zur Gemeinde Velen zusammengeschlossen, die 1975 noch um die Gemeinde Ramsdorf vergrößert wurde.

## Einwohnerentwicklung
| Jahr | Einwohner | Quelle |
| ---- | --------- | ------ |
| 1858 | 667       | [ 5 ]  |
| 1871 | 567       | [ 6 ]  |
| 1885 | 566       | [ 7 ]  |
| 1910 | 561       | [ 8 ]  |
| 1925 | 592       | [ 9 ]  |
| 1939 | 564       | [ 9 ]  |
| 1950 | 734       | [ 1 ]  |
| 1969 | 617       | [ 1 ]  |

## Vereine
Ein Träger des lokalen Brauchtums ist die St. Andreas Schützengilde Nordvelen. Die Sportfreunde Nordvelen sind der örtliche Sportverein.